# Prąd (album)
Prąd – solowy album Natalii Przybysz z pogranicza rocka i bluesa wydany przez Warner Music Poland w 2014 roku. Zwiastował go singel „Miód”.

## Lista utworów
| 1.  | „Prąd”                                          | 4:24  |
|     |                                                 |       |
| 2.  | „Miód”                                          | 3:46  |
|     |                                                 |       |
| 3.  | „Nie będę twoją laleczką”                       | 3:12  |
|     |                                                 |       |
| 4.  | „XJS”                                           | 2:48  |
|     |                                                 |       |
| 5.  | „Nazywam się Niebo”                             | 4:28  |
|     |                                                 |       |
| 6.  | „Kwiaty ojczyste” Czesław Niemen/Tadeusz Kubiak | 5:02  |
|     |                                                 |       |
| 7.  | „Do kogo idziesz?” Tadeusz Nalepa/Bogdan Loebl  | 4:38  |
|     |                                                 |       |
| 8.  | „Królowa śniegu”                                | 4:16  |
|     |                                                 |       |
| 9.  | „Przeze mnie”                                   | 7:23  |
|     |                                                 |       |
| 10. | „Sto lat”                                       | 3:45  |
|     |                                                 |       |
|     |                                                 | 43:42 |
|     |                                                 |       |

## Twórcy
- Natalia Przybysz – wokal
- Jurek Zagórski – gitary, produkcja muzyczna, miksowanie, realizacja nagrań
- Mateusz Waśkiewicz – gitary
- Filip Jurczyszyn – gitara basowa, banjo
- Hubert Zemler – perkusja
- Tymon Tymański – gościnnie wokal (utwór nr 4)
- Wojtek Sobura – floor tom w utworze nr 2
- Andrzej „Zero” Giegiel – realizacja wokali
- Jacek Trzeszczyński – miksowanie utworów nr 6, 7 i 8 (wspólnie z Jurkiem Zagórskim), realizacja nagrań
- Macio – okładka
- Anna Bajorek, Marcin Morawicki – zdjęcia

## Certyfikat
| Kraj          | Certyfikat | Sprzedaż |
| ------------- | ---------- | -------- |
| Polska (ZPAV) | platyna    | 30 000+  |

## Nagrody i wyróżnienia
- „Polska Płyta Roku” według portalu Brand New Anthem: 2. miejsce[6]